# Basye
Basye – jednostka osadnicza w Stanach Zjednoczonych, w stanie Wirginia, w hrabstwie Shenandoah.